# Chasmozaur
Chasmozaur (Chasmosaurus) – roślinożerny, czworonożny, rogaty dinozaur należący do ceratopsów.  Spokrewniony z triceratopsem.
Nazwa rodzajowa Chasmosaurus oznacza jaszczura ze szczelinami.

## Opis

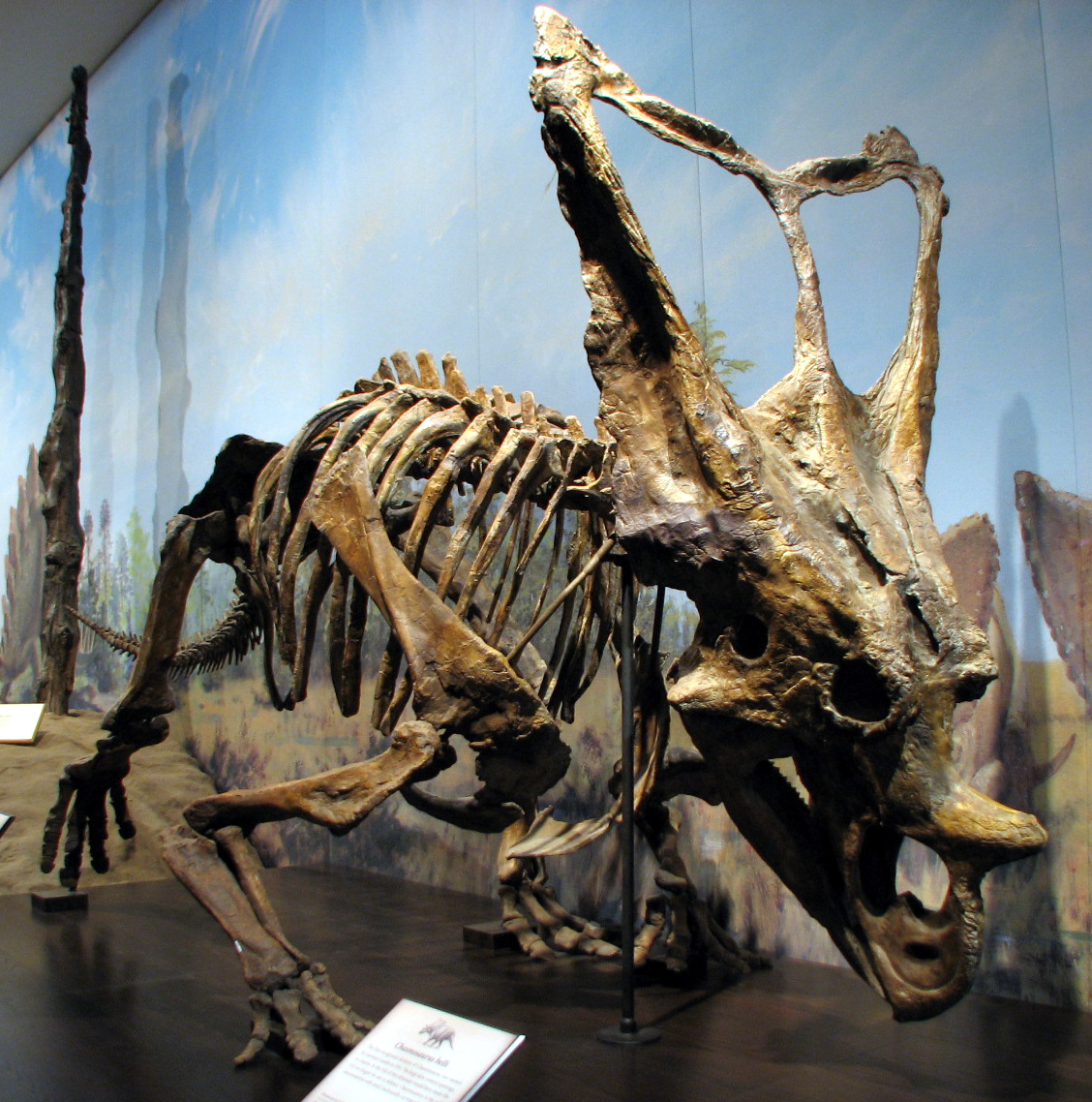
Szkielet chasmozaura (Royal Tyrrell Museum of Paleontology, Drumheller, Alberta)

Chasmozaur posiadał z tyłu głowy ogromną, przypominającą żagiel kryzę z dwoma dużymi oknami skroniowymi, która chroniła kark i łopatki. Dzięki istnieniu okien, kryza chasmozaura była znacznie lżejsza niż gdyby była zbudowana z litej kości. Na przedzie długiej i wąskiej czaszki, tuż nad oczodołami, wystawały dwa rogi, a trzeci znacznie mniejszy umieszczony był na nosie chasmozaura. Po bokach kryzy, na całej jej długości, wyrastały drobne guzy.
Odcinek kręgosłupa chasmozaura położony nad miednicą był usztywniony tkanką kostną a sama miednica była wzmocniona dzięki zespoleniu 8 kręgów. Taka budowa umożliwiała amortyzację podczas biegu chasmozaura.

## Wielkość
Chasmozaur miał do 5 metrów długości i ważył około 2,2 t.

## Występowanie
Chasmozaur występował pod koniec kredy - (około 76.5-75.5 milionów lat temu) - na obszarze dzisiejszej Ameryki Północnej w kanadyjskiej prowincji Alberta. 

## Behawior i Etologia
Chasmozaur żywił się roślinami włóknistymi.

## Historia odkryć
Szczątki chasmozaura zostały znalezione w 1913 przez Charlesa Sternberga nad rzeką Red Derr w prowincji Alberta i opisane przez Lawrence'a Lambe w 1914.

## Gatunki
Gatunki należące do rodzaju Chasmosaurus według Maidment i Barretta (2011):
- Chasmosaurus belli (Lambe 1902) = C. canadensis (Lambe 1902) = C. brevirostris Lull 1933 = C. kaiseni Brown 1933
- Chasmosaurus russelli Sternberg 1940

Zaliczany kiedyś do rodzaju Chasmosaurus gatunek C. mariscalensis jest obecnie gatunkiem typowym odrębnego rodzaju Agujaceratops, a gatunek C. irvinensis - rodzaju Vagaceratops.

## Muzea
- Royal Ontario Museum - muzeum w Toronto